# Cultura de Guinea Ecuatorial

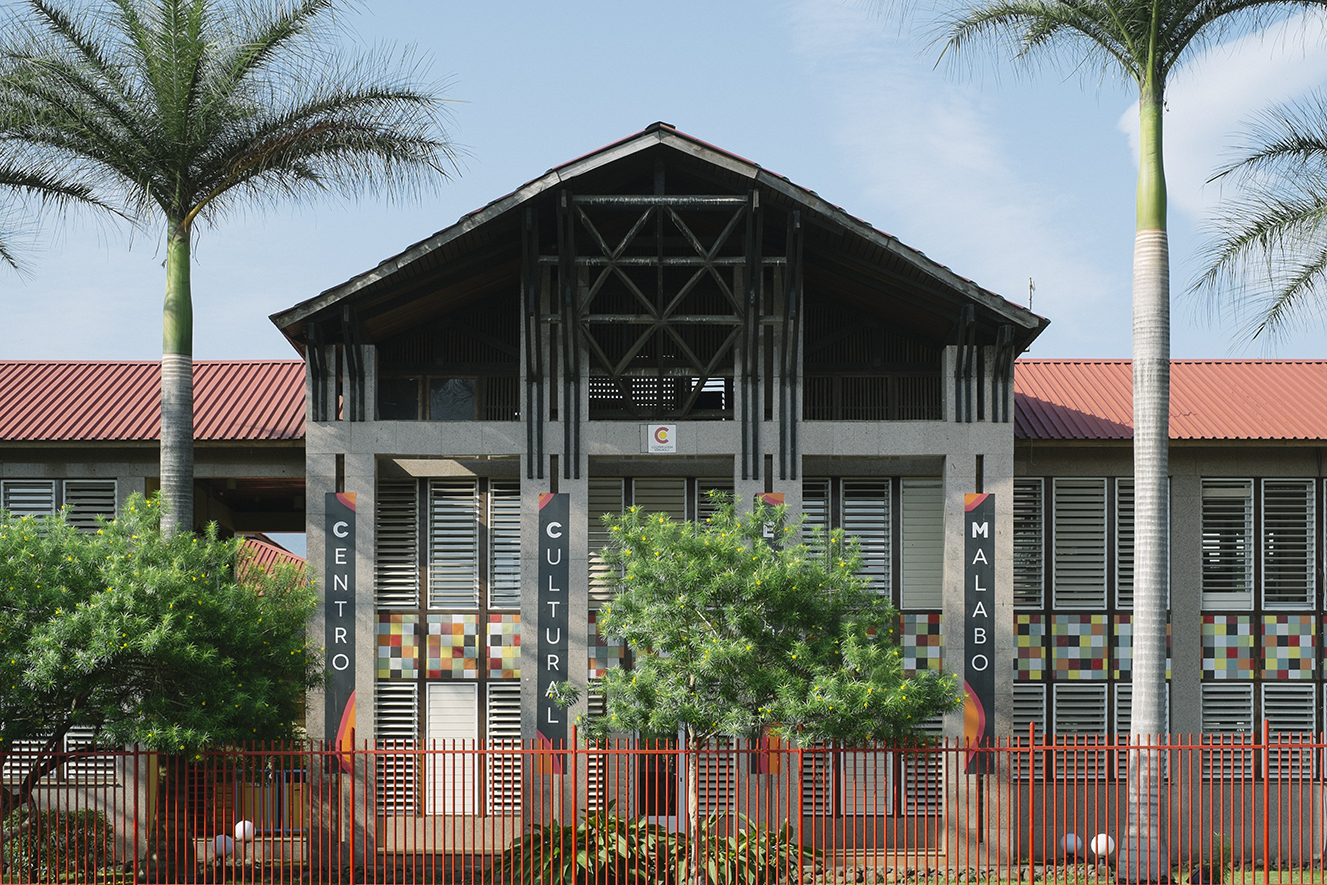
Centro Cultural de España en Malabo.

La cultura de Guinea Ecuatorial en el continente está fuertemente arraigada en los antiguos rituales y cantos. Esto es especialmente fuerte para los Bubi en la capital de la isla de Bioko, que ha sido en gran medida influenciada por costumbres y tradiciones españolas durante el período colonial. En dicho periodo, la educación y los servicios sanitarios se mejoraron en el país. 
El país posee una universidad, la Universidad Nacional de Guinea Ecuatorial (UNGE) con campus en Malabo y una Facultad de Medicina en Bata. La Facultad de Medicina de Bata está apoyada principalmente por Cuba, cuyo gobierno cede a los profesores y médicos del centro. La Universidad Nacional de Educación a Distancia (UNED) española cuenta también con una sede en Malabo y otra en Bata desde 1981. Recientemente se ha creado la Universidad Afroamericana de África Central (AAUCA).
En el país están activas varias organizaciones culturales (el Centro Cultural Hispano-Guineano, el Centro Cultural de España en Malabo y otros) cuyo fin principal es la alfabetización y promoción cultural de la población. La mayoría del apoyo económico en este sentido proviene del gobierno español.

## Tradiciones
Muchos agricultores bubi aún mantienen sus antiguas costumbres. Una de las celebraciones más famosas del país es el Abira el cual se cree sirve para limpiar a la comunidad de la maldad. La danza balélé se lleva a cabo a lo largo de la costa durante todo el año y en Bioko alrededor de la Navidad.
También tienen costumbres agrícolas y artesanales, como las hachas de madera de robledo islote[1]. Este material es el más importante de toda Guinea Ecuatorial.

## Religión
La mayoría de las personas en el país son nominalmente cristianos en su mayoría católicos, mientras que muchos otros practican una combinación de catolicismo y de algunas tradiciones autóctonas.

## Idiomas
El español, francés y portugués son los idiomas oficiales del país, mientras varios idiomas regionales entre ellas el fang, el bubi, el annobonés y el balengue (o lengue) tienen reconocimiento oficial. Además de las anteriores se habla el benga, el combe, el bissio, el igbo (o ibo), así como el inglés y el alemán, que no tienen reconocimiento oficial. Siendo el Español la lengua predominante del país, y la única oficial hasta 2007. El francés se oficializó con fines comerciales para poder usar el Franco CFA, mientras que el portugués se oficializó para poder ingresar a la comunidad de países de lengua portuguesa.